# Кенхой
Кенхой (чечен. КӀенхой) — один из многочисленных чеченских тайпов, входящий в тукхум шарой.
Коренное население шаройского села Кенхи, основанного шаройским тайпом чарой. Впоследствии проживающие в селе Кенхи чаройцы отделились в отдельный гар (ветвь) — кенахой, а позже от них образовался самостоятельный тайп (род) — кенхой.

## Этимология
Название тайпа и села происходит от наименования реки Кенхи (чечен. кӀайн-хи — белая вода).